# Edoardo Mascheroni
Edoardo Mascheroni (Milà, 4 de setembre de 1852 - Ghirla, 4 de març de 1941) va ser un director d'orquestra i compositor italià. Era germà del compositor Angelo Mascheroni.
Va debutar a 1880 a Brescia amb Macbeth i, en anys posteriors, va treballar principalment a Roma, on, entre el 1884 ] i 1889 va dur a terme algunes estrenes italianes, incloent Fidelio per Beethoven i Olympie de Spontini. Amb el suport de Verdi, qui l'apreciava, el 1891, el primer director del Teatre alla Scala de Milà, el va introduir per primera vegada al públic llombard en obres mestres de Wagner com  Tannhäuser, Der fliegende Holländer i Die Walküre. Sempre al podi de la Scala va dirigir l'estrena mundial de La Wally (1892) i Falstaff (1893) que va ser dirigit amb èxit per Mascheroni també a Alemanya i Àustria. A més a més dels països de parla alemanya, Mascheroni va ser particularment actiu en els últims anys del segle xix i principis del xx a França, Espanya i Amèrica Llatina. El 1913 va ser un dels organitzadors de les celebracions del centenari de Verdi, i va participar com a director en els de Busseto.
Va dirigir assíduament al Gran Teatre del Liceu de Barcelona.

## Òperes
- Lorenza (Teatro Costanzi, Roma, 13 d'abril de 1901), dramma lirico en quatre actes sobre un llibret de Luigi Illica
- La perugina (Teatro San Carlo di Napoli, Napoli, 24 d'abril de 1909), dramma en quatre actes sobre un llibret de Luigi Illica